# Микотис (Удине)
Микотис је насеље у Италији у округу Удине, региону Фурланија-Јулијска крајина.
Према процени из 2011. у насељу је живело 47 становника. Насеље се налази на надморској висини од 497 м.